# Ferula marmarica
Espèce
Ferula marmarica est une espèce de plantes à fleurs de la famille des Apiaceae et du genre Ferula, endémique de Libye et d'Égypte.

## Description

### Appareil végétatif

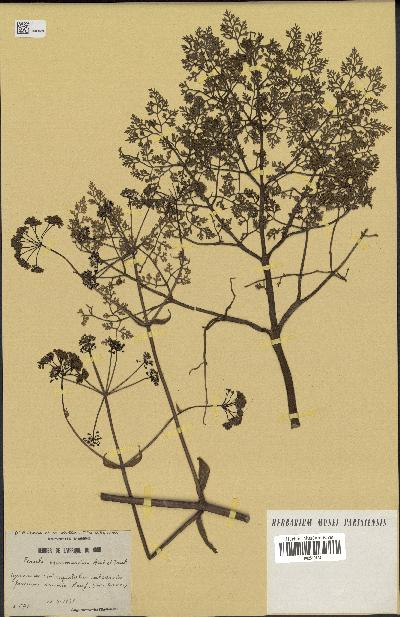
Feuilles.

C'est une plante herbacée à tige d'un diamètre de 8 mm, qui ne mesure que 60 cm de haut au début de la floraison, mais atteint certainement au moins un mètre de haut. Les feuilles de la base ont la peau plutôt fine et probablement à la mort précoce atteignent une longueur de 50 cm, dont seulement 4 cm sur la gaine, 50 cm sur la tige.

### Appareil reproducteur
Les fleurs sont jaunes, disposées en ombelles hermaphrodites. Les rayons mesurent 1,5 cm au moment de la pleine floraison, 2 à 3 cm au moment de la fructification. Parfois, on trouve un rudiment d'involucelle sous la forme d'une lamelle de 1 à 2 mm de long ou même plus petite ; le plus souvent, il est complètement absent. Les fruits sont longs de 1 cm et larges de 7 à 8 mm. Les échantillons montrent quelques irrégularités dans la distribution des vittae. 

### Confusions possibles
F. marmarica se distingue surtout par son inflorescence régulièrement racémeuse, et n'a pas de relation particulièrement étroite avec les autres espèces de Férules. Elle pourrait être comparée à F. tingitana L., qui est répandue dans la région méditerranéenne, mais dont l'extrémité des feuilles est beaucoup plus longue, que l'on peut plutôt qualifier de linéaire, et présentant une inflorescence en corymbe irrégulier, des ombelles nettement plus grandes et des fruits plus grands, elliptiques, à maturité bleutée. La forme des feuilles de F. persica Willd. est plus similaire, mais outre son port plus élancé, elle se distingue immédiatement par la pubescence et la texture plus rigide des feuilles. Certaines espèces ont des formes de feuilles similaires, comme F. szowitziana DC., F. rigidula DC, F. galbaniflua Boiss., F. caspica M. B. et F. nuda Spr. Certaines d'entre elles sont cenpendant beaucoup moins robustes. Ses feuilles ressemblent aussi à celles de F. sulcata Desf., répandue en Afrique du Nord occidentale ; mais F. sulcata se distingue immédiatement par ses tiges sillonnées et ses fruits aux côtes épaisses et aux thalles creusés.

## Biologie
C'est une plante vivace. L'espèce est hermaphrodite, c'est-à-dire qu'elle possède des organes mâles et femelles. Elle est pollinisée par les insectes. La plante est autofertile.

## Répartition
L'espèce est endémique de Libye (grand désert du sud-ouest) et de la côte nord-ouest de l'Égypte.

## Taxonomie
L'espèce est décrite par Paul Ascherson et Georg August Schweinfurth en 1893, à partir des travaux de Paul Ascherson et Paul Hermann Wilhelm Taubert, dans le Bulletin de l'Herbier Boissier. Ils la classent dans le genre Ferula sous le nom binominal Ferula marmarica.

## Utilisations

### Gomme naturelle
Une gomme naturelle nommée « Ammoniaque de Cyrénaïque » est obtenue à partir de la plante. Il est probable qu'elle soit obtenue à partir d'incisions faites sur la racine. 

### Exigences de culture
Elle pousse bien sur les sols sableux, limoneux et argileux, et préfère les sols bien drainés, acides, neutres et basiques (alcalins). Elle ne peut pas pousser à l'ombre. Le mieux est de semer dès que la graine est mûre, en automne, dans une serre ; cela peut se faire sinon en avril dans une serre. Les semis doivent être repiqués dans des pots individuels dès qu'ils sont assez grands pour être manipulés, et plantés à leur emplacement définitif alors qu'ils sont encore petits, car les plantes n'aiment pas que l'on dérange leurs racines. Un paillis protecteur au moins pour leur premier hiver à l'extérieur est recommandé.